# Повстання в Хаґі
Повстання в Хаґі (яп. 萩の乱, はぎのらん, хаґі но ран; 28 жовтня — 8 грудня 1876) — антиурядове повстання нетитулованої шляхти в Японії, що відбулося 1876 року на заході острова Хонсю, в місті Хаґі, під проводом Маебари Іссея. Закінчилося перемогою урядових сил і стратою лідерів повстанців.

## Короткі відомості
Повстання в Хаґі було організоване Маебарою Іссеєм, учнем Йосіди Сьоїна, мілітаристом і політичним противником поміркованого Кідо Такайосі. Він займав посаду Імператорського радника і заступника Міністерства війни, але 1870 року вийшов у відставку через хворобу і повернувся на батьківщину в Хаґі. Протягом лікування Маебари центральний уряд провів адміністративну реформу 1871 року, здійснив соціальні перетворення, спрямовані на ліквідацію самурайського стану і безжально придушив шляхетську опозицію. 
Така політика центральної влади викликала невдоволення нетитулованої шляхти, колишніх самураїв, які 1876 року підняли антиурядові повстання в Кумамото і Акідзукі. 28 жовтня того ж року Маєбара Іссей відгукнувся на їхній заклик і зібрав з префектури Ямаґуті в місті Хаґі 200 однодумців для допомоги повсталим. Проте він не отримав очікуваної підтримки з боку шляхти Каґосіми і був розбитий за тиждень військами Хіросімського гарнізону під проводом Міури Ґоро. Згодом Маебару спіймали в сусідній префектурі Сімане і привселюдно стратили в грудні 1876 року разом із вісімкою лідерів повстання в Хаґі.